# Соловьёв, Алексей Александрович (сталевар)
Алексей Александрович Соловьёв (10 октября 1927 года, д. Б. Дубровка Можгинского района — 25 мая 1997 года, Ижевск) — советский сталевар-новатор, депутат Верховного Совета СССР 5-го созыва (1958).

## Биография
С 1943 года после окончания школы ФЗО подручный сталевара на Ижевском металлургическом заводе, с 1946 года сталевар.
Мастер скоростных плавок. В 1951 вместе с бригадой выдал плавку за 3,5 часа, что являлось всесоюзным рекордом.
За годы работы выплавил около полумиллиона тонн металла.
Делегат 23-го съезда КПСС (1966), депутат Верховного Совета СССР 5-го созыва (1958).

## Награды
- орден Ленина (1958),
- орден Трудового Красного Знамени (1951).